# Kikiktaksoak Island
Kikiktaksoak Island är en ö i Kanada.   Den ligger i provinsen Newfoundland och Labrador, i den östra delen av landet, 1 600 km nordost om huvudstaden Ottawa. Arean är 17,9 kvadratkilometer.
Terrängen på Kikiktaksoak Island är lite kuperad. Öns högsta punkt är 250 meter över havet. Den sträcker sig 6,3 kilometer i nord-sydlig riktning, och 4,7 kilometer i öst-västlig riktning.